# São Lucas
São Lucas – miasto w Angoli, w prowincji Kwanza Południowa.